# Choi Jung-han
Choi Jung-han (kor. 최정한; * 3. Juni 1989 in Incheon) ist ein südkoreanischer Fußballspieler.

## Karriere

### Verein
Das Fußballspielen lernte Choi Jung-han in der Yonsei University in Seoul. Seinen ersten Vertrag unterschrieb er 2009 in Japan bei Ōita Trinita, einem Verein, der in der höchsten Liga des Landes, der J1 League spielte. Bis 2014 absolvierte er 134 Spiele. Mitte 2014 ging er in sein Heimatland zurück und schloss sich dem Erstligisten FC Seoul an. 2016 wechselte er zu Daegu FC, einem Verein, der in der zweiten Liga, der K League 2, spielte. 2016 wurde er Verein Vizemeister und stieg somit in die erste Liga auf. 2019 verließ er Südkorea und ging nach Thailand, wo er einen Vertrag beim Zweitligisten Navy FC in Sattahip unterschrieb. Hier absolvierte er 33 Zweitligaspiele und schoss dabei ein Tor. Nach der Saison verließ er die Navy und ging wieder in sein Heimatland. Gimhae City FC, ein Club aus Gimhae, nahm ihn unter Vertrag. Der Verein spielt in der dritten Liga des Landes, der K3 League.

### Nationalmannschaft
Von 2008 bis 2009 spielte er 15 Mal für die südkoreanische U-20-Nationalmannschaft. Einmal lief er 2011 für die U-23-Nationalelf auf.

## Erfolge
Daegu FC
- K League 2

2. Platz: 2016 – Regular
FC Seoul
- Korean FA Cup

Sieger: 2015
Finalist: 2014